# 維森格拉本河
52°03′33″N 8°19′52″E / 52.059070°N 8.331004°E
維森格拉本河（德語：Wiesengraben），是德國的河流，位於該國西部，處於北萊茵-威斯特法倫州，該河流屬於魯特巴赫河的左支流，河道全長約1.4公里。